# Lucius Stertinius Noricus
Lucius Stertinius Noricus war ein im 1. und 2. Jahrhundert n. Chr. lebender römischer Politiker.
Durch ein Militärdiplom, das auf den 3. Mai 113 datiert ist, ist belegt, dass Noricus 113 zusammen mit Lucius Fadius Rufinus Suffektkonsul war. Sein Name ist auch in den Fasti Ostienses und in den Fasti Potentini partiell erhalten.
Falls er mit dem in einer Inschrift aus Guelma genannten L(ucius) Stei[] identisch ist, wäre er ca. 15 Jahre nach seinem Konsulat, d. h. um 127/128, Statthalter (Proconsul) in der Provinz Africa gewesen. Aus der Inschrift geht darüber hinaus hervor, dass er vor seinem Konsulat in der Legio VIIII Hispana, vermutlich als Tribunus militum, gedient hatte.
Sein Vater war Lucius Stertinius Avitus, Suffektkonsul im Jahr 92. Sein (vermutlich älterer) Bruder Publius Stertinius Quartus war Suffektkonsul im Jahr 112.